# Opsius glaucovirens
Opsius glaucovirens är en insektsart som beskrevs av Carl Stål 1858. Opsius glaucovirens ingår i släktet Opsius och familjen dvärgstritar. Inga underarter finns listade i Catalogue of Life.